# Dơi gộc
Dơi gộc, tên khoa học Nyctalus lasiopterus, là một loài động vật có vú trong họ Dơi muỗi, bộ Dơi. Loài này được Schreber mô tả năm 1780.

## Hình ảnh

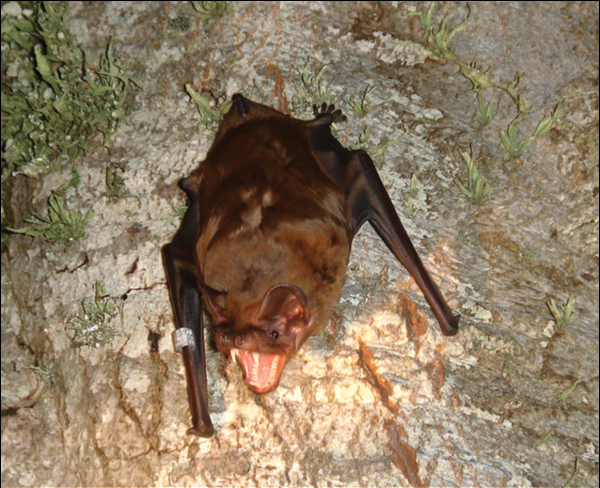
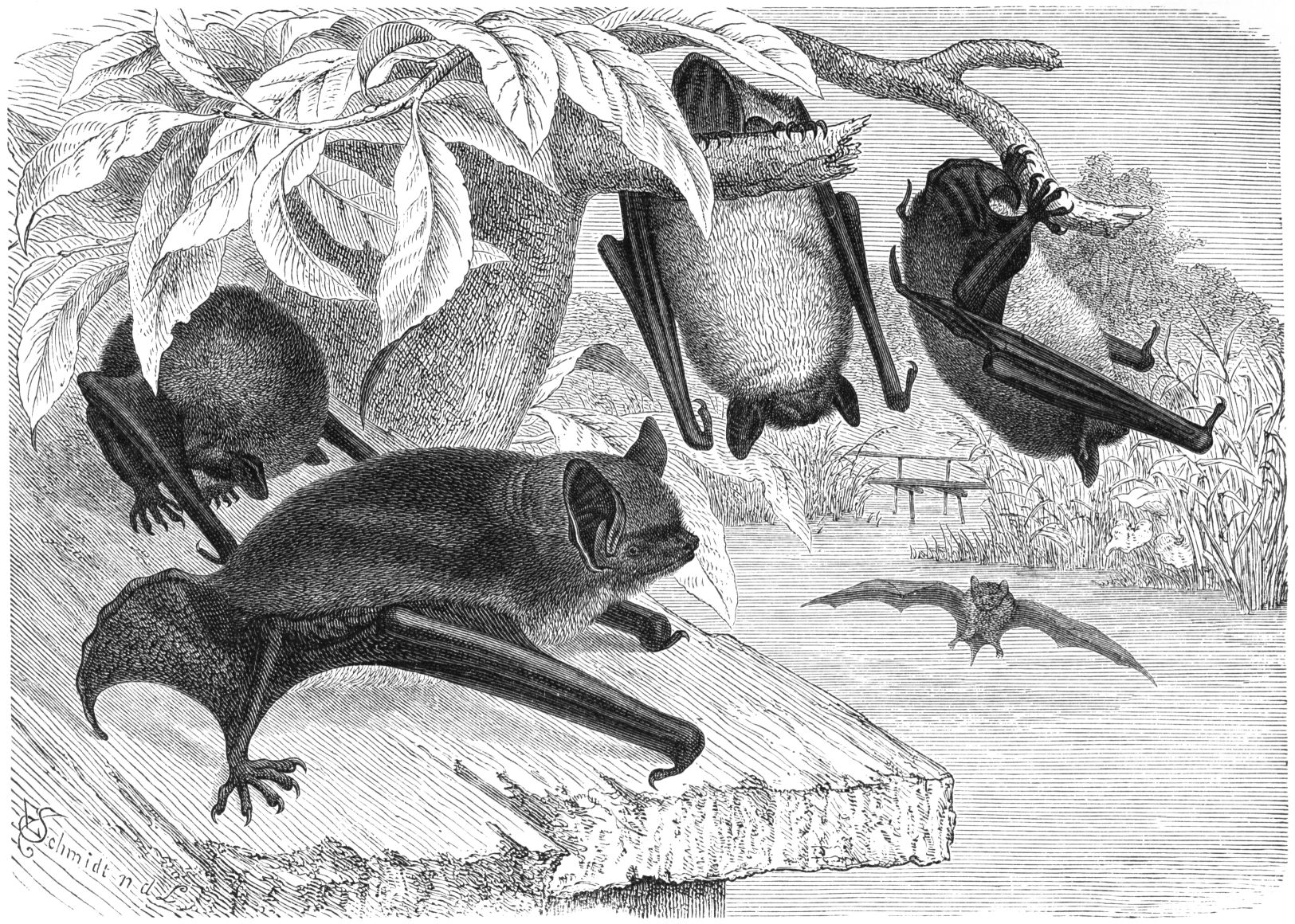
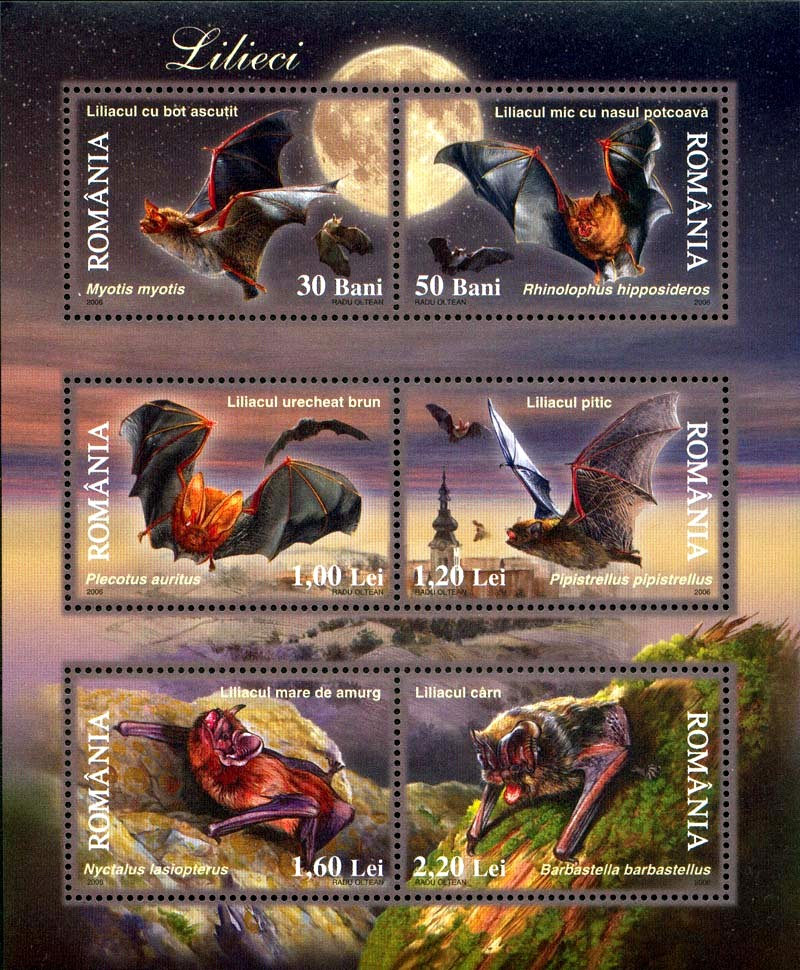